# Radio Nacional Folklórica
LRA 339 FM Radio Nacional, operado comercialmente como  Nacional Folklórica, es una radio argentina que transmite en 98.7 MHz por FM, desde la ciudad de Buenos Aires, Argentina. Forma parte de LRA Radio Nacional.

## Historia
La radio inició sus transmisiones en 1999 bajo la Dirección de RNA de Patricia Barral, fundada como una emisora de música autóctona, sobre todo latinoamericana. De su programación participaron Marcelo Simón, Blanca Rebori y Omar Cerasuolo. 
En mayo de 2013, se estrenó nueva programación para la radio a través de un acto con la participación de más de una decena de folkloristas argentinos en Berazategui, provincia de Buenos Aires, con una asistencia de 3000 personas. En octubre de 2014, la radio celebró sus 15 años con un festival en el Mercado Central de Buenos Aires.
A principios de marzo de 2020, comenzó una nueva era bajo la Producción General de Juan Sixto, con la cual Marcelo Simón, Oscar Gómez Castañón, Sandra Mihanovich, Héctor Larrea y Horacio Embón, continúan en la grilla. A ellos se les suman Guillermo Fernández, Luis Bremer, Eugenia Quibel, Víctor Heredia, Maia Sasovsky, Martín Marbiz, Rocío Araújo, Pablo Camaiti y Rodrigo Sujodoles Gazzero, entre otros.

## Sede

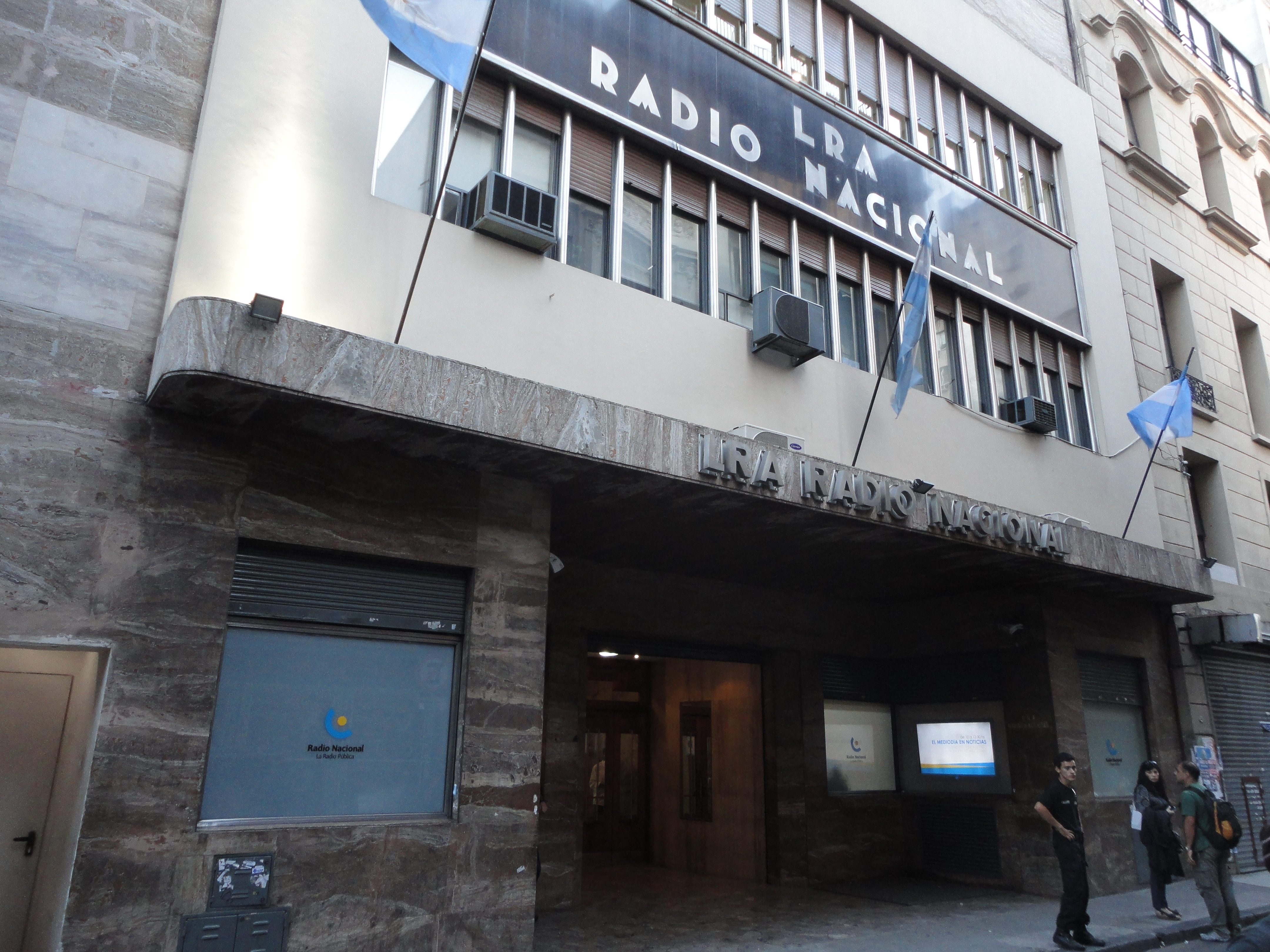
Maipú 555, Buenos Aires.

Nacional Folklórica y LRA Radio Nacional operan en Buenos Aires desde el edificio de la calle Maipú 555, en el microcentro de la ciudad. El mismo es compartido con LRA337 Nacional Rock, LRA338 Nacional Clásica y Radiodifusión Argentina al Exterior.